# Nikola Sudová
Nikola Sudová, née le 17 mars 1982 à Jablonec nad Nisou, est une skieuse acrobatique tchèque, licencée au Dukla Liberec et spécialisée dans les épreuves de bosses et bosses en parallèle. Au cours de sa carrière, elle a notamment remporté une médaille d'argent en bosses aux mondiaux 2005 à Ruka (Finlande) puis une médaille de bronze en bosse aux mondiaux 2009 à Inawashiro (Japon). Elle a également remporté deux épreuves en coupe du monde. Elle a enfin pris part aux jeux olympiques d'hiver de 2006 de Turin où elle termina à la sixième place dans l'épreuve de bosses disputée à Sauze d'Oulx.

## Palmarès

### Jeux olympiques d'hiver
| Édition/Discipline   | Bosses |
| Jeux olympiques 2002 | 19e    |
| Jeux olympiques 2006 | 6e     |
| Jeux olympiques 2010 | 16e    |
| Jeux olympiques 2014 | 9e     |

### Championnats du monde
| Édition/Discipline | Bosses | Bosses en parallèle |
| Mondiaux 2001      | 26e    | 33e                 |
| Mondiaux 2003      | 7e     | 9e                  |
| Mondiaux 2005      | 2e     | 5e                  |
| Mondiaux 2007      | 9er    | 5e                  |
| Mondiaux 2009      | 3e     | 5e                  |
| Mondiaux 2011      | 8e     | 7e                  |
| Mondiaux 2013      | 7e     | 6e                  |

### Coupe du monde
- Meilleur classement au général : 6e en 2008 et 2009.
- Meilleur classement aux bosses : 2e en 2009.
- 23 podiums dont 2 victoires.